# Panmunjeom
Panmunjeom is een dorp in de gedemilitariseerde zone tussen Noord- en Zuid-Korea. In het dorp werd in 1953 de wapenstilstand ondertekend die het einde van de gewapende strijd tussen beide Korea's betekende. Toch is officieel de oorlog nog niet voorbij en zijn beide landen formeel nog in oorlog met elkaar. Bij het dorp ligt de Joint Security Area (JSA), de enige plaats waar het Noord- en Zuid-Koreaanse leger recht tegenover elkaar staan. Er wonen tegenwoordig geen burgers meer in Panmunjeom, omdat het dorp, dat hoofdzakelijk uit boerderijen bestond, tijdens de oorlog is vernietigd. Het enige dat nu nog aanwezig is in en rond het dorp zijn de JSA, militaire gebouwen en het Noord-Koreaanse Vredesmuseum. Panmunjeom bevindt zich in de Zuid-Koreaanse provincie Gyeonggi-do, het wordt echter bestuurd door de Military Armistice Commission.

## Geschiedenis
Oorspronkelijk was Panmunjeom een kleine verzameling van hutten en boerderijen, ongeveer een kilometer ten noorden van de huidige plaats van het dorp. Vanaf 10 juli 1951 werd in Panmunjeom onderhandeld over de beëindiging van de oorlog. Na 765 conferenties ondertekenden China, Noord-Korea en Verenigde Naties op 27 juli 1953 de wapenstilstand. Na het akkoord werden alle nederzettingen in de vier kilometer brede gedemilitariseerde zone gesloopt, ook Panmunjeom. Op de plaats waar Panmunjeom lag werd de wapenstilstandscommissie gevestigd, de Military Armistice Commission. De plaats waar deze commissie zich vestigde werd Panmunjeom genoemd, naar het dorp dat iets verder naar het noorden lag. Ook in de jaren na de wapenstilstand bleef Panmunjeom de locatie voor de onderhandelingen over Korea.